# Francesco Solimena
Francesco Solimena (4 de outubro, 1657 – 3 de abril, 1747) foi um prolífico pintor italiano do Barroco, oriundo de uma famosa família de pintores e desenhistas.

## Biografia
Nasceu em Canale di Serino, perto de  Avellino. Recebeu as primeiras lições de arte de seu pai, Angelo Solimena. Mudou-se para Nápoles em 1674, onde trabalhou no ateliê de Francesco di Maria e, mais tarde, Giacomo del Po. Foi encorajado a tornar-se um artista pelo Cardinal Vincenzo Orsini (mais tarde Papa Benedito XIII). Seu ateliê dominou a pintura napolitana de 1690 até as primeiras quatro décadas do século XVIII. Teve como modelos os mestres romanos barrocos Luca Giordano, Giovanni Lanfranco e Mattia Preti, cuja técnica de sombras acastanhadas e quentes Solimena emulou. Seu filho, Orazio, seguia a carreira do Direito mas também tornou-se pintor. Solimena fez fortuna, tornou-se barão e vivia uma vida luxuosa. Morreu em Barra, perto de Nápoles, em 1747.
O ateliê de Solimena tornou-se basicamente uma academia, o coração da vida cultural de Nápoles. Entre seus alunos, estavam Francesco de Mura (1696–1784), Giuseppe Bonito (1707–89), Pietro Capelli, Domenico Mondo, Onofrio Avellino, Scipione Cappella, Giovanni della Camera, Francesco Campora, Leonardo Oliviero, Salvatore Olivieri, Salvatore Pace., Romualdo Polverino. Paolo Gamba, Evangelista Schiano, Gaspare Traversi, Eugenio Vegliante e, principalmente, Corrado Giaquinto and Sebastiano Conca. O retratista escocês Allan Ramsay passou três anos no ateliê de Solimena.

## Galeria

Francesco Solimena
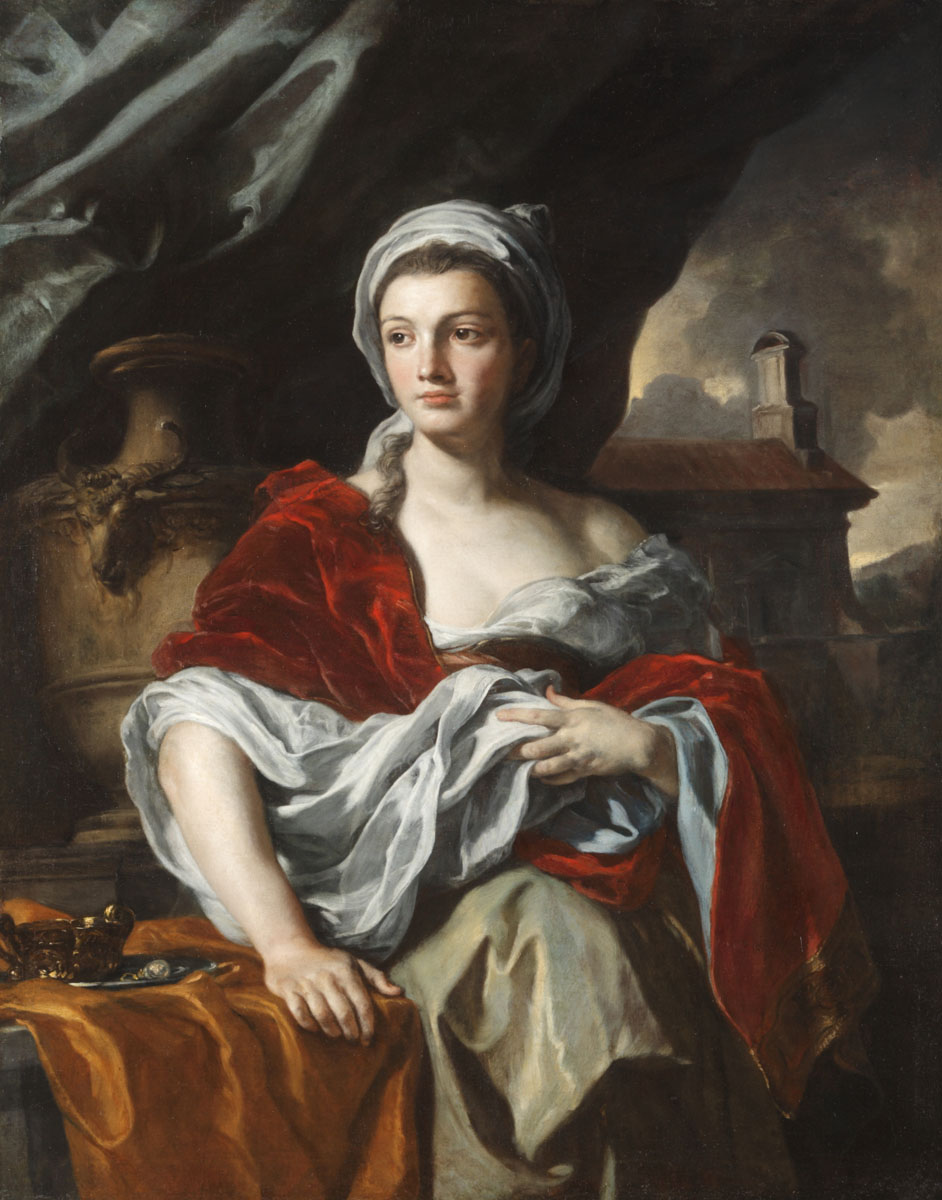
Retrato de Mulher
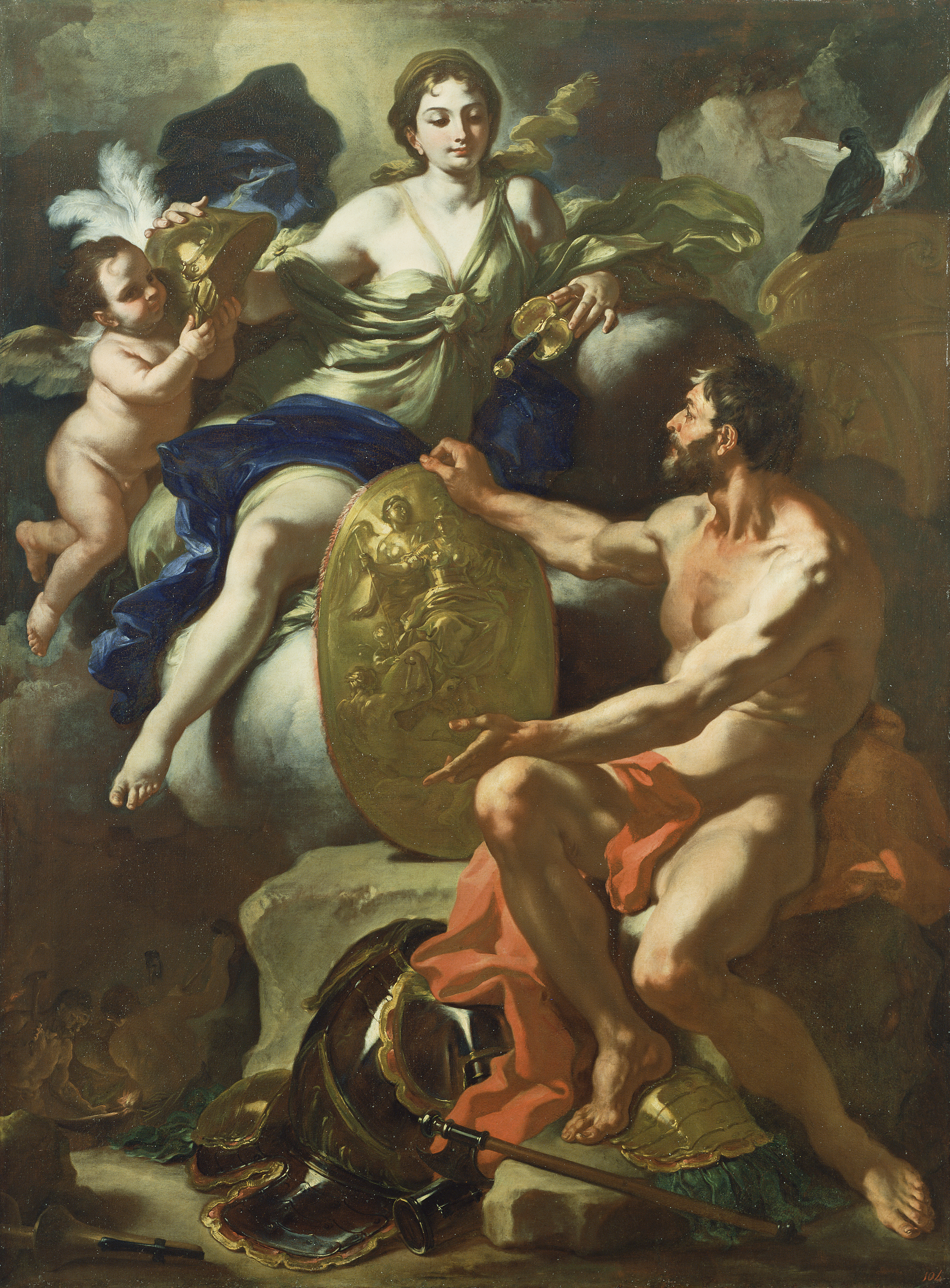
Vênus na Forja de Vulcão, 1704
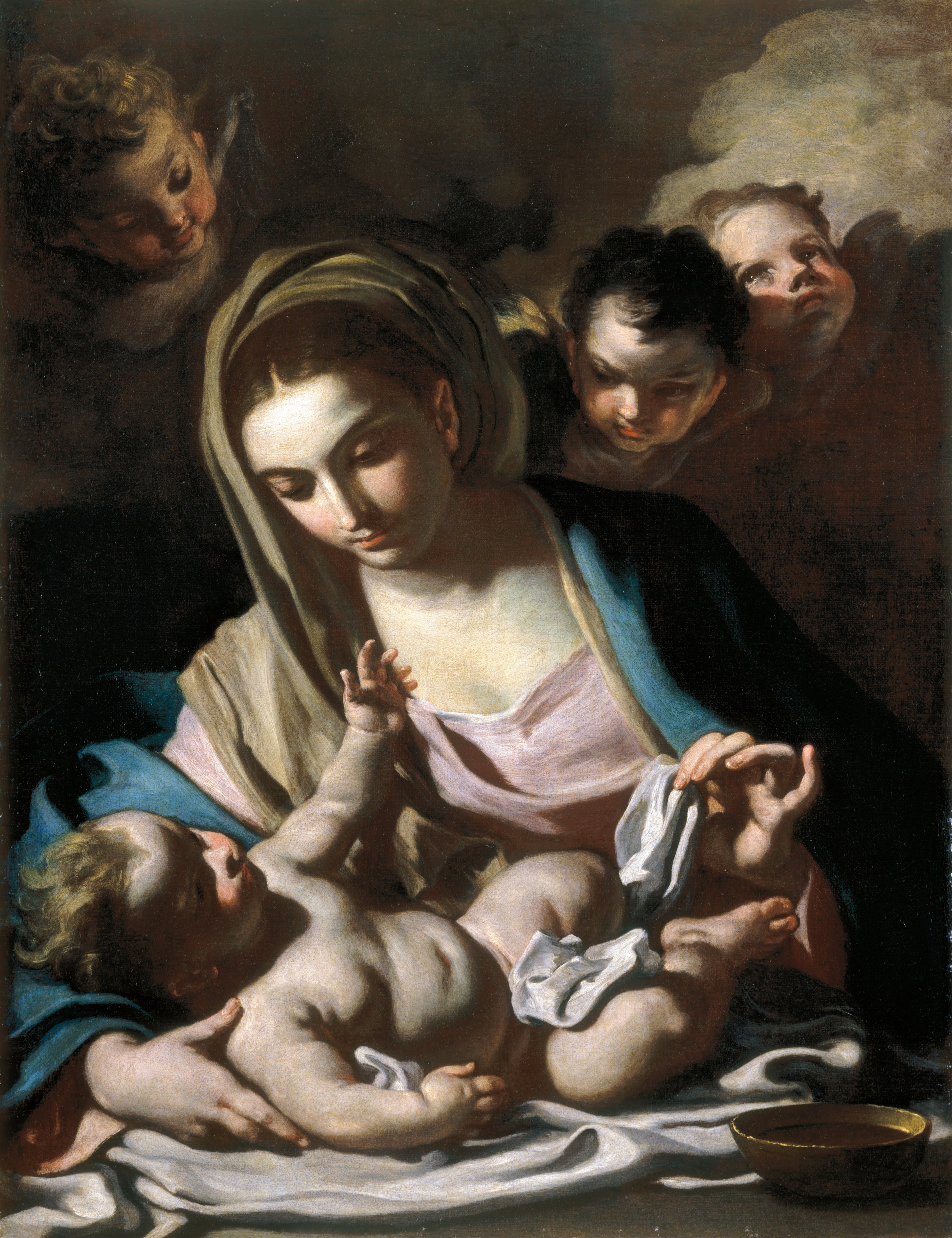
Madonna e o Menino
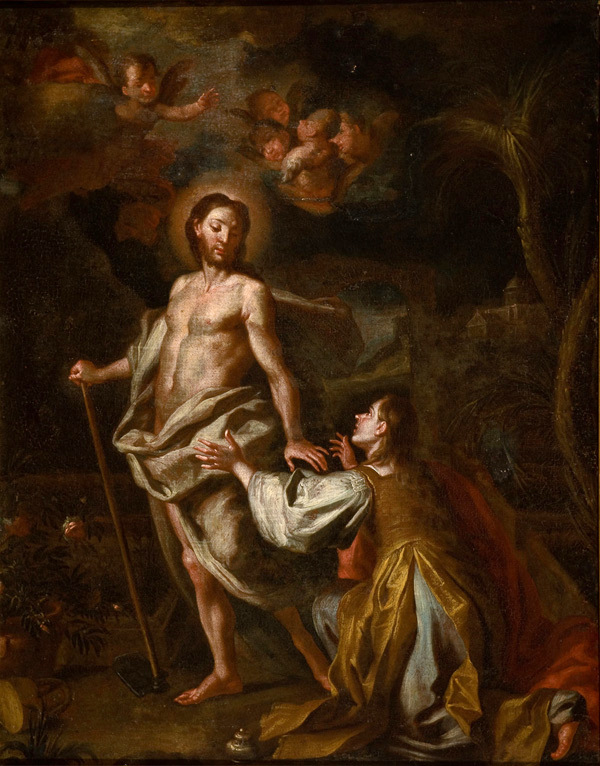
Noli me tangere
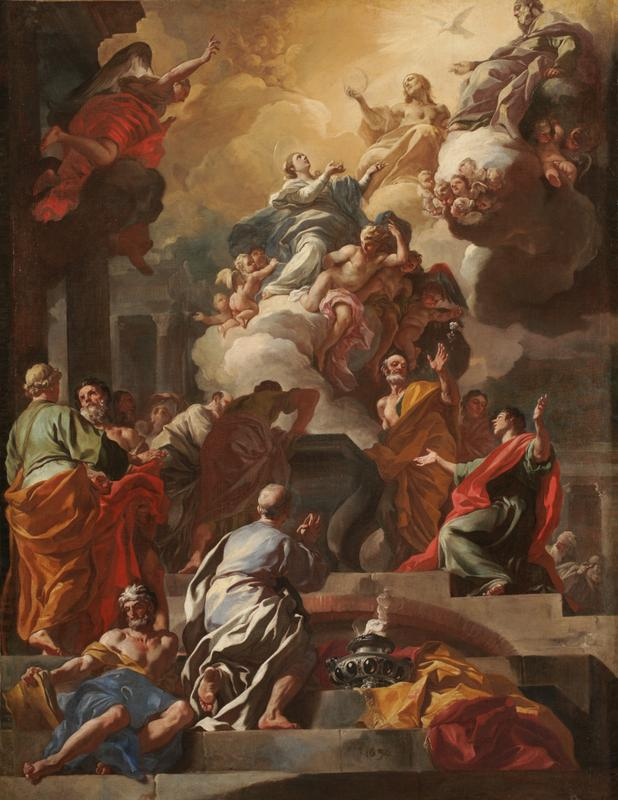
A Assunção
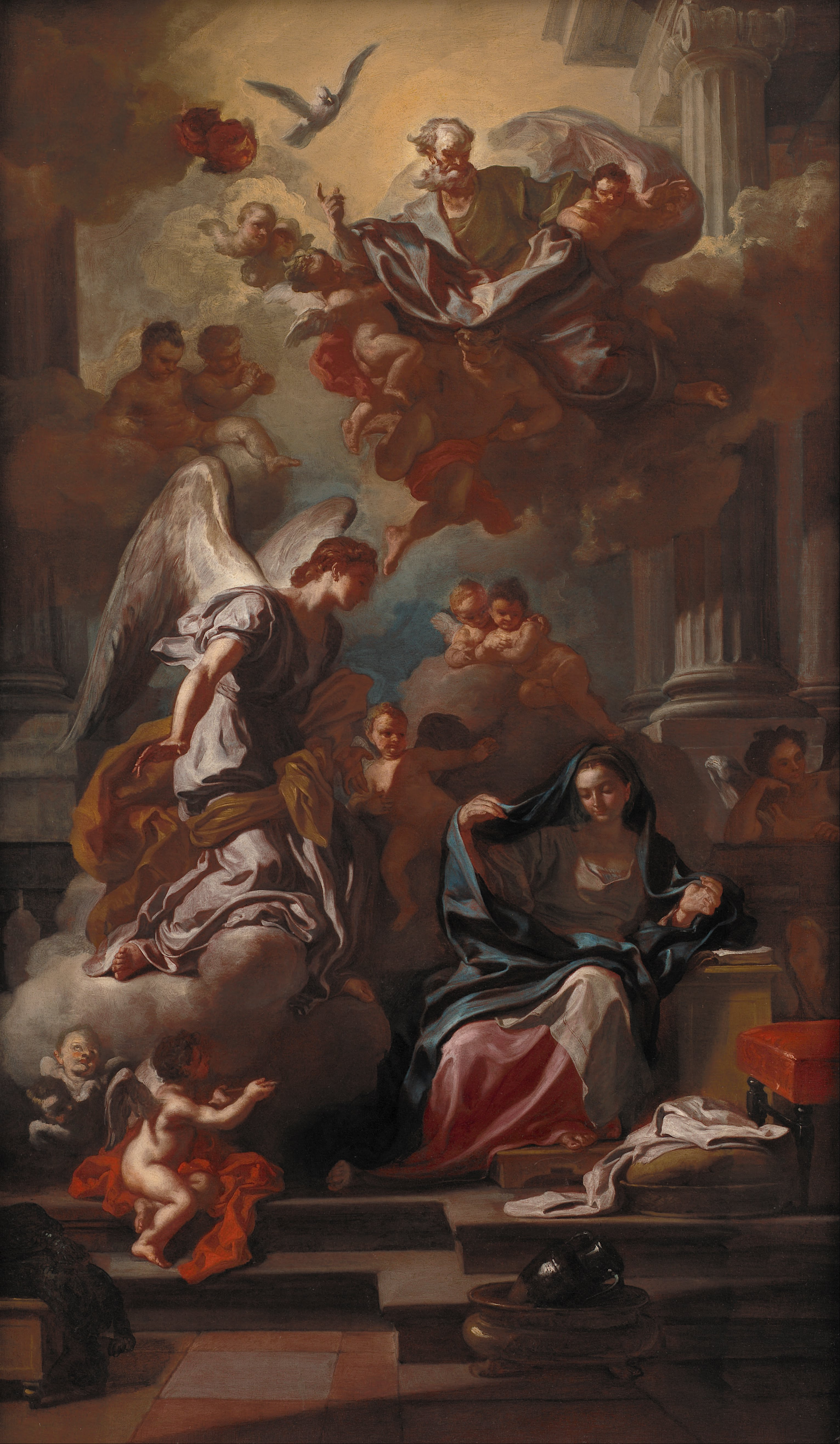
A Anunciação
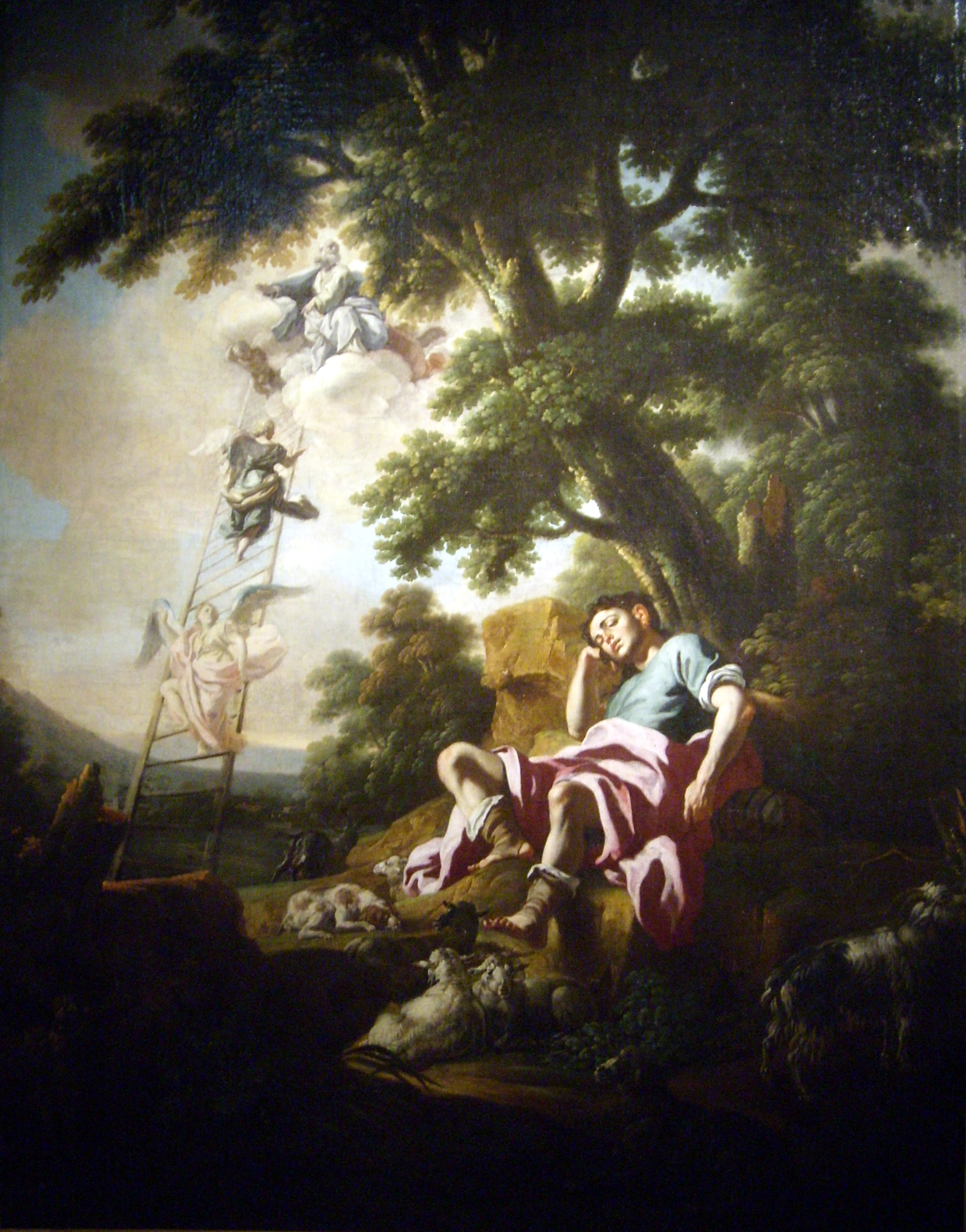
O Sonho de Jacó